# Roger Safford
Roger James Safford (* 16. August 1967 in Richmond, Surrey) ist ein britischer Ornithologe und Naturschützer. Sein Forschungsschwerpunkt sind die Avifaunen Madagaskars und anderer Inseln des westlichen Indischen Ozeans.

## Leben
1988 graduierte Safford zum Bachelor of Arts in Naturwissenschaften an der University of Cambridge. Von 1989 bis 1993 arbeitete er für den Mauritius Wildlife Appeal Fund als Projektleiter bei Schutzmaßnahmen für endemische Sperlingsvögel. Von 1990 bis 1993 war er nationaler Koordinator des African Waterfowl Census auf Mauritius. Seit 1991 ist er Mitglied der IUCN Species Survival Commission. 1994 wurde er mit einer Dissertation über den Schutz der Waldvögel auf Mauritius (Conservation of the forest-living native birds of Mauritius) zum Ph.D. an der University of Kent promoviert. Im August 1995 wurde er Projektkoordinator für Südostasien am Royal Holloway Institute for Environmental Research der Universität London. Safford besuchte dreimal die Komoren, wo ihm 1992 die Wiederentdeckung der Anjouan-Zwergohreule (Otus capnodes) gelang. Weiter reiste er nach Äthiopien, zu den Seychellen, nach Réunion und nach Rodrigues. In Vietnam war er an Erhaltungs- und Bewirtschaftsprojekten für Feuchtgebiete beteiligt. Im Auftrag des Durrell Wildlife Conservation Trust fing er 1993 vier der seltenen Bernierenten (Anas bernieri) für ein Erhaltungszuchtprogramm des Jersey Zoos ein. Da sich alle vier Exemplare als Männchen erwiesen, konnte erst 1995 mit der Zucht begonnen werden, nachdem zwei Weibchen gefangen wurden. 1991 war Safford Gründungsmitglied der IUCN-Arbeitsgruppe über Vögel der madagassischen Region und 1994 war er Mitbegründer des African Bird Club. 1995 gehörte Safford zu den Erstbeschreibern der Nechisarnachtschwalbe (Caprimulgus solala) aus Äthiopien, die nur von einem Flügel bekannt ist. Seit 2001 unterstützt er die Naturschutzarbeit von BirdLife International auf Madagaskar. Er veröffentlichte wissenschaftliche Artikel in verschiedenen Journalen, hauptsächlich über die Faunistik des Indischen Ozeans und Afrikas sowie über den Naturschutz. Ferner war er als Co-Autor an den Werken Tropical Lowland Peatlands of Southeast Asia (1996), Field Guide of the Birds of the Malagasy Region (2002), The Birds of Africa, Bd. 8: The Malagasy Region (2013) und Birds of Madagascar and the Indian Ocean Islands (2015) beteiligt.

## Dedikationsnamen
2018 benannten Guy M. Kirwan und Hadoram Shirihai die Unterart Aerodramus francicus saffordi der Mauritiussalangane nach Roger Safford.